# Динозавр-еротика

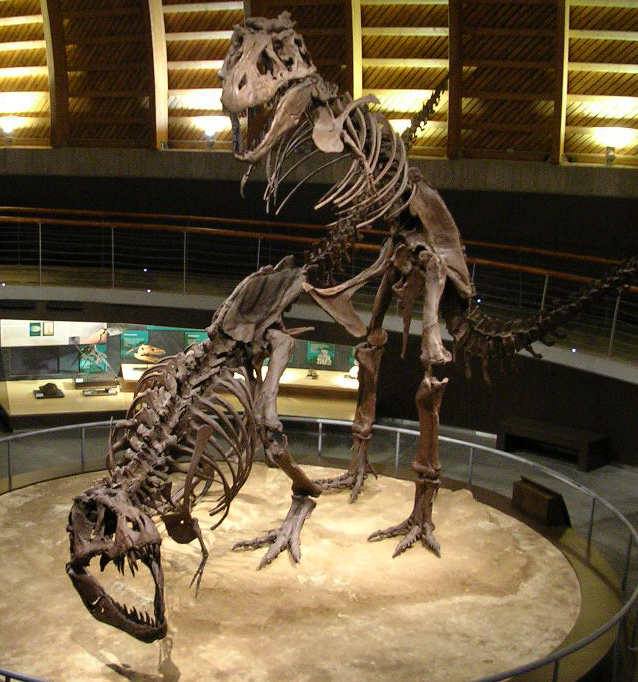
Два скам'янілості тиранозавра Рекса позували так, щоб імітувати процес спарювання.

Динозавр-еротика частина більшого жанру монстр-еротики, є піджанром еротичної літератури, що включає сексуальні зустрічі між людьми та нептаховими динозаврами. Роботи включають такі назви, як «Захоплений Т-Рексом», «Пограбований трицератопсом» і «Динозавр-мільярдер зробив мене геєм». Незважаючи на те, що деякі змедіа називають його «Кардашьян-еротикою», назви цього жанру викликали продажі та інтерес медіа.

## Теми
Твори про еротику динозаврів, як правило, являють собою самовидавні оповідання і часто зосереджені на загальних темах, таких як доісторичні мисливці, які рятували свої племена від загрозливих (самців) динозаврів, займаючись з ними сексом. За словами професора Кларисси Сміт з Університету Сандерленда, яка є одним із редакторів журналу Porn Studies, динозавр-еротика — це, по суті, звернення до сексуальних фантазій: «Ідея займатися сексом з [динозавром] неможлива. Це трохи схоже на „магію“, коли всі правила призупиняються, і з цієї причини це цілком може дозволити … види уявного ризику, неможливого в більш стандартних зв'язках».

## Автори та твори
Серед відомих авторів еротики про динозаврів Крісті Сімс, Алара Бранвен, Піппа Паут, Чак Тінгл і Хантер Фокс (усі псевдоніми). Піонерами цього жанру стали Сімс і Бранвен, які разом навчалися в Техаському університеті A&amp;M, коли придумали цю ідею. У біографії автора Сімса стверджується, що «хоч мої зовнішні смаки відносно прості, мої внутрішні думки сповнені хтивих думок про великих, сильних, могутніх монстрів, які ведуть свій шлях до прекрасних дівчат».
Її співавторка Алара Бранвен описує їхнє джерело натхнення у більш приземлених термінах. Щоб оплатити рахунки, вона працювала в супермаркеті, коли її колега згадав про те, як люди публікують художню літературу в Інтернеті, і запропонував їй спробувати писати еротику. Дослідивши, що добре продається, вона вирішила поекспериментувати з піджанром еротики монстрів. Її перше оповідання, "Займаючись з драконом " (про те, як дракон займається сексом з дівчиною), було успішним, і незабаром вона заробляла стільки, що покинула роботу в супермаркеті і пішла на неповний робочий день у коледж, щоб повністю зосередитися на написанні еротики разом із Сімами. Одного разу, думаючи про фільм «Парк Юрського періоду», вона «уявляла собі динозаврів, які злягаються з жінками. Я померла зі сміху. Я вже була готова відкинути ці думки як роботу мого божевільного розуму, але потім на мене найшло прозріння. Еротика динозаврів була чимось новим, чого я ніколи раніше не пробувала». Динозавр-еротика — не єдиний жанр, яким займається дует, вони також пишуть в інших піджанрах, зокрема «Еротика дракона», «Еротика кентавра» та «Еротика спарювання динозавра».
У той час як назви Сімс і Бранвен зосереджені на гетеросексуальному сексі, також існує гейська динозавр-еротика. Оглядач The Guardian Демієн Волтер опублікував рецензію на оповідання Гантера Фокса «Динозавр-мільярдер зробив мене геєм» автора фантастики Фронка. У рецензії зазначається, що книга «не має властивих спокутуючих якостей. Вона жахливо написана, морально сумнівна, і навіть секс у ній здається запізнілою думкою… Це Кардаш'ян із поганої еротики». Тим не менш, сам успіх надає йому значення та привабливості:
Вже сама назва книги викликає захоплення, зачіпаючи глибоко вкорінений цинізм щодо еротики після «50 відтінків» та сучасної видавничої індустрії. Її невиправдано високий рейтинг на Amazon захоплює і розчаровує як традиційних авторів, так і авторів, що видаються самостійно. А жахливі тексти лише підкреслюють, наскільки смішно, що цей химерний артефакт взагалі існує.
У 2016 році еротична історія Чака Тінгла про гей-динозаврів «Вторгнення космічного хижака» була номінована на премію Г'юго за найкраще оповідання, результат кампанії «скажені цуценята» з дискредитації нагород Г'юго.